# Бели-Брод
Бели-Брод (болг. Бели брод) — село в Болгарии. Находится в Монтанской области, входит в общину Бойчиновци. Население составляет 230 человек.

## Политическая ситуация
В местном кметстве Бели брод, в состав которого входит Бели-Брод, должность кмета (старосты) исполняет Цветко Илиев Цветков (Болгарская социалистическая партия (БСП)) по результатам выборов.
Кмет (мэр) общины Бойчиновци — Славей Иванов Костодинов (Граждане за европейское развитие Болгарии (ГЕРБ)) по результатам выборов.